# Опель, Джон
Джон Робертс Опель (5 января 1925, Канзас-Сити, Миссури — 3 ноября 2011, Форт-Майерс, Флорида) — американский компьютерный бизнесмен. С 1974 по 1985 год занимал пост президента IBM. Был главным исполнительным директором (CEO) IBM с 1981 по 1985 год и председателем совета директоров с 1983 по 1986 год.

## Ранняя жизнь и образование
Опель родился в Канзас-Сити, штат Миссури, и вырос в Джефферсон-Сити, штат Миссури, где его отец владел хозяйственным магазином. Он изучал английский язык в Вестминстерском колледже в Фултоне, штат Миссури. Затем воевал на Филиппинах и Окинаве во время Второй мировой войны и в 1949 году получил степень магистра делового администрирования в Чикагском университете.

## Карьера
По окончании учёбы у Опеля было два предложения работы: одно — переписывать учебники по экономике, а другое — возглавить аппаратный бизнес отца. Во время поездки на рыбалку со своим отцом и другом семьи, работавшим в IBM, ему предложили третью работу продавца в центре Миссури, и он согласился.
В 1959 году Опель стал исполнительным помощником генерального директора IBM Томаса Дж. Уотсона-младшего, после чего он быстро продвинулся, заняв должности в производстве, связях с общественностью и других отделах, а также руководил внедрением мейнфрейма IBM System/360 в 1964 году. В 1974 году он был избран президентом компании. В 1981 году стал генеральным директором IBM, затем её председателем совета директоров.
Под его руководством IBM разработала и выпустила первый персональный компьютер IBM, навсегда изменивший лицо вычислений и IBM.

## Смерть
Проживший большую часть жизни в Чаппакуа, штат Нью-Йорк, Опель умер в возрасте 86 лет в своем доме в Форт-Майерсе, штат Флорида, в 2011 году.